# یوت‌نوری
یوت‌نوری (کره‌ای: 윷놀이) که به نام‌های یوت (윷) و نیوت نیز شناخته می‌شود، یک بازی تخته‌ای سنتی است که در کره انجام می‌شود و به ویژه در جشن سال نو کره‌ای محبوب است. این بازی همچنین به نام‌های چوک‌سا (척사؛ 擲柶) یا ساهی (사희؛ 柶戲) نیز شناخته می‌شود.

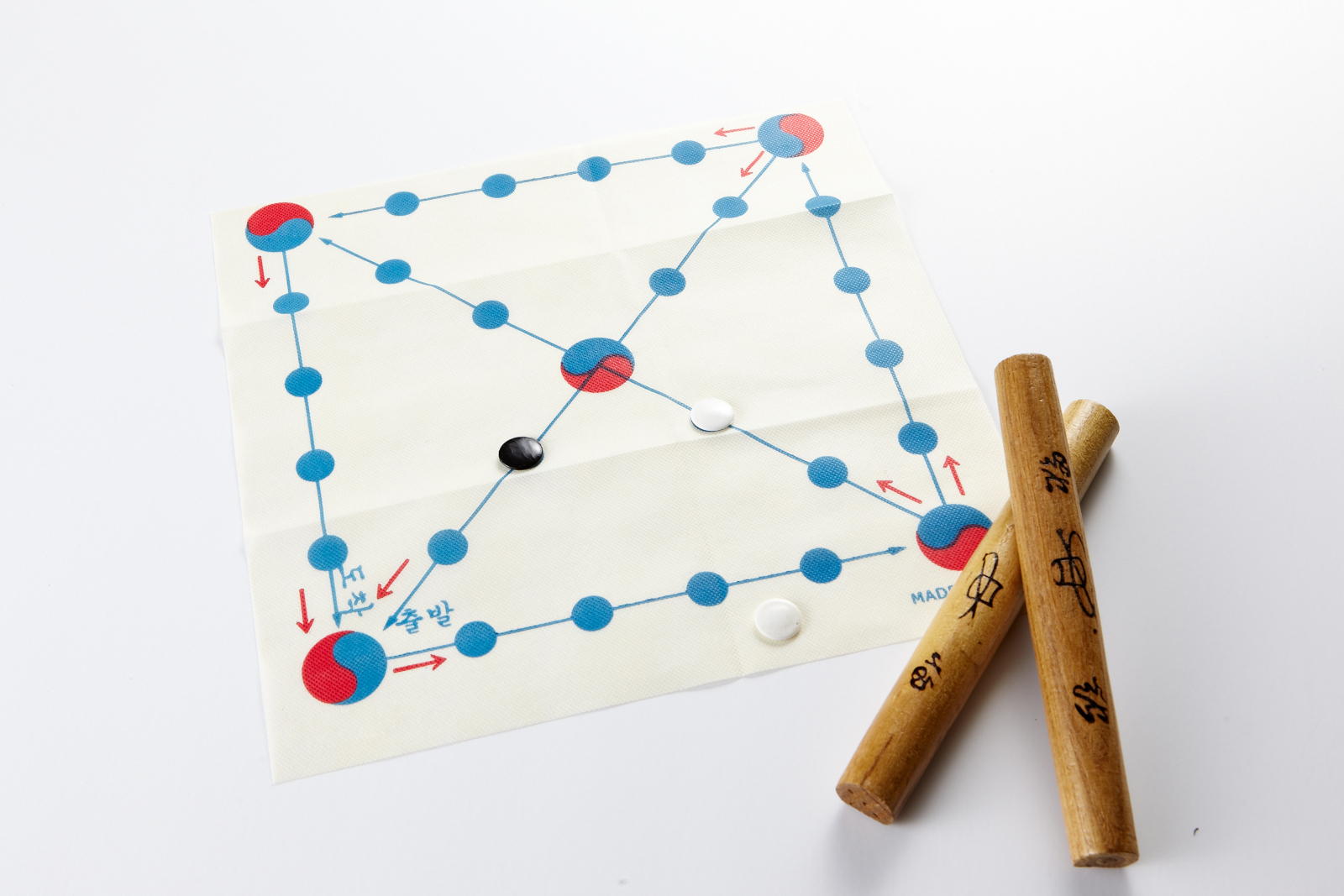
صفحه بازی یوت‌نوری

## چوب‌های بازی
چوب‌ها پرتاب می‌شوند تا مشخص شود یک مهره چقدر می‌تواند پیش برود. امتیاز بر اساس تعداد چوب‌هایی که رو به بالا یا بر روی زمین قرار دارند، تعیین می‌شود. هر ترکیب یک نام خاص دارد. یک چوب با سمت صاف به بالا و سه چوب با سمت گرد به بالا به نام «دو» (도، خوک) شناخته می‌شود. دو چوب با سمت گرد به بالا و دو چوب با سمت صاف به بالا به نام «گِه» (개، سگ) نامیده می‌شود. یک چوب با سمت گرد به بالا و سه چوب با سمت صاف به بالا به نام «گُل» (걸، گوسفند) نامیده می‌شود. وقتی همه چوب‌ها با سمت صاف به بالا باشند، به آن «یوت» (윷، گاو) می‌گویند و وقتی همه چوب‌ها با سمت گرد به بالا باشند، به آن «مو» (모، اسب) می‌گویند. «دو» معادل یک خانه پیشروی است، «گِه» معادل دو خانه پیشروی، «گُل» معادل سه خانه پیشروی، «یوت» معادل چهار خانه پیشروی و «مو» معادل پنج خانه پیشروی است. وقتی چوب‌ها به نتیجه «یوت» یا «مو» برسند، بازیکن یک بار دیگر فرصت پرتاب دارد (این قانون اختیاری است و برخی افراد آن را در بازی اعمال نمی‌کنند). اگر «یوت» یا «مو» پشت سر هم بیاید، بازیکن دوباره پرتاب می‌کند.